# 世道報
《世道報》（或譯《世界之路報》），是挪威的一家全國性小型日報，為挪威傳媒集團施伯史泰德全資持有的私人公司，於1945年創立後持續出版至今。該報也是挪威較受歡迎的線上報紙之一，每日約有200萬的訪問量。目前的總編輯為加德·史蒂羅。
《世道報》在1981－2010年間曾為挪威發行量最大的報紙，但於2010年被《晚郵報》超越。

## 歷史及簡介
《世道報》由挪威抵抗運動成員於1945年挪威脫離德國佔領後成立，該報於同年6月23日創刊，由克里斯蒂安·克里斯滕森擔任第一任總編輯直至其於1967年去世。該報的現任總編輯為加德·史蒂羅。
《世道報》主要以小報的形式出版，總部位於首都奧斯陸。該報在克里斯蒂安·克里斯滕森去世後，目前由傳媒集團施伯史泰德全資持有，該集團同時擁有挪威目前發行量最大的報紙《晚郵報》。
1981－2010年間，《世道報》的紙質報紙發行量曾為挪威最多，但因讀者逐漸轉向閱讀線上報紙，紙質發行量在2010年被《晚郵報》超越，於2013－2014年間的發行量也下降超過15％。而該報的線上網站仍為挪威訪問量最大的本土線上媒體，每日約有200萬的訪問人數。

## 線上服務
《世道報》的網路服務VG Nett於1995年上線，2006年該網站共取得40％的淨利潤，被視為經營成功的線上媒體，而其2016年的線上訪問人數為197.4萬。

## 統計
以下為挪威媒體企業協會統計的紙質報紙發行量：
| - 1980年：200 536 - 1981年：227 191 - 1982年：240 302 - 1983年：256 747 - 1984年：269 140 - 1985年：290 705 - 1986年：317 049 - 1987年：333 698 - 1988年：345 636 - 1989年：360 331 - 1990年：367 036 - 1991年：365 318 - 1992年：374 092 - 1993年：377 575 - 1994年：386 137 - 1995年：371 238 - 1996年：356 861 - 1997年：370 115 - 1998年：364 619 | - 1999年：373 552 - 2000年：375 983 - 2001年：387 508 - 2002年：390 510 - 2003年：380 190 - 2004年：365 266 - 2005年：343 703 - 2006年：315 549 - 2007年：309 610 - 2008年：284 414 - 2009年：262 374 - 2010年：233 295 - 2011年：211 588 - 2012年：188 354 - 2013年：164 430 - 2014年：138 188 - 2015年：112 716 - 2016年：96 988 - 2017年：82 015 - 2018年：96 405 | \| \| \| 《世道報》1980－2017年的紙質報紙發行量 \| |
| | |                                                    |
| 《世道報》1980－2017年的紙質報紙發行量 | |                                                    |

## 外部連結
- 世道報（挪威文）